# Antonio Márquez Ramírez
Antonio Márquez Ramírez (Lagos de Moreno, 22 maggio 1936 – 22 ottobre 2013) è stato un arbitro di calcio messicano.
Dopo aver debuttato nel 1964 nella prima divisione messicana, nel 1978 viene promosso al livello di arbitro internazionale.
Con tale qualifica lo si ricorda soprattutto per aver arbitrato al Campionato mondiale di calcio 1986 la partita Danimarca-Uruguay, durante il primo turno, e la semifinale Argentina-Belgio
Vanta anche la partecipazione al Campionato mondiale di calcio Under-20 del 1981 in Australia e del 1983 in Messico.
Nel 1984 viene invece selezionato per il torneo calcistico all'Olimpiade di Los Angeles, di cui dirige la semifinale tra Francia e Jugoslavia.
Termina l'attività agonistica nel 1986 per raggiunti limiti d'età.
Muore il 22 ottobre 2013.

## Fonti
- / Note biografiche, su worldreferee.com. URL consultato il 3 giugno 2010 (archiviato dall'url originale il 4 marzo 2016).